# جامعة بريغهام يونغ هاواي
جامعة بريغهام يونغ هاواي (بالإنجليزية: Brigham Young University–Hawaii)‏ هي جامعة، تأسست في 1955، في الولايات المتحدة.